# Grenzgänger (Mechtild Borrmann)

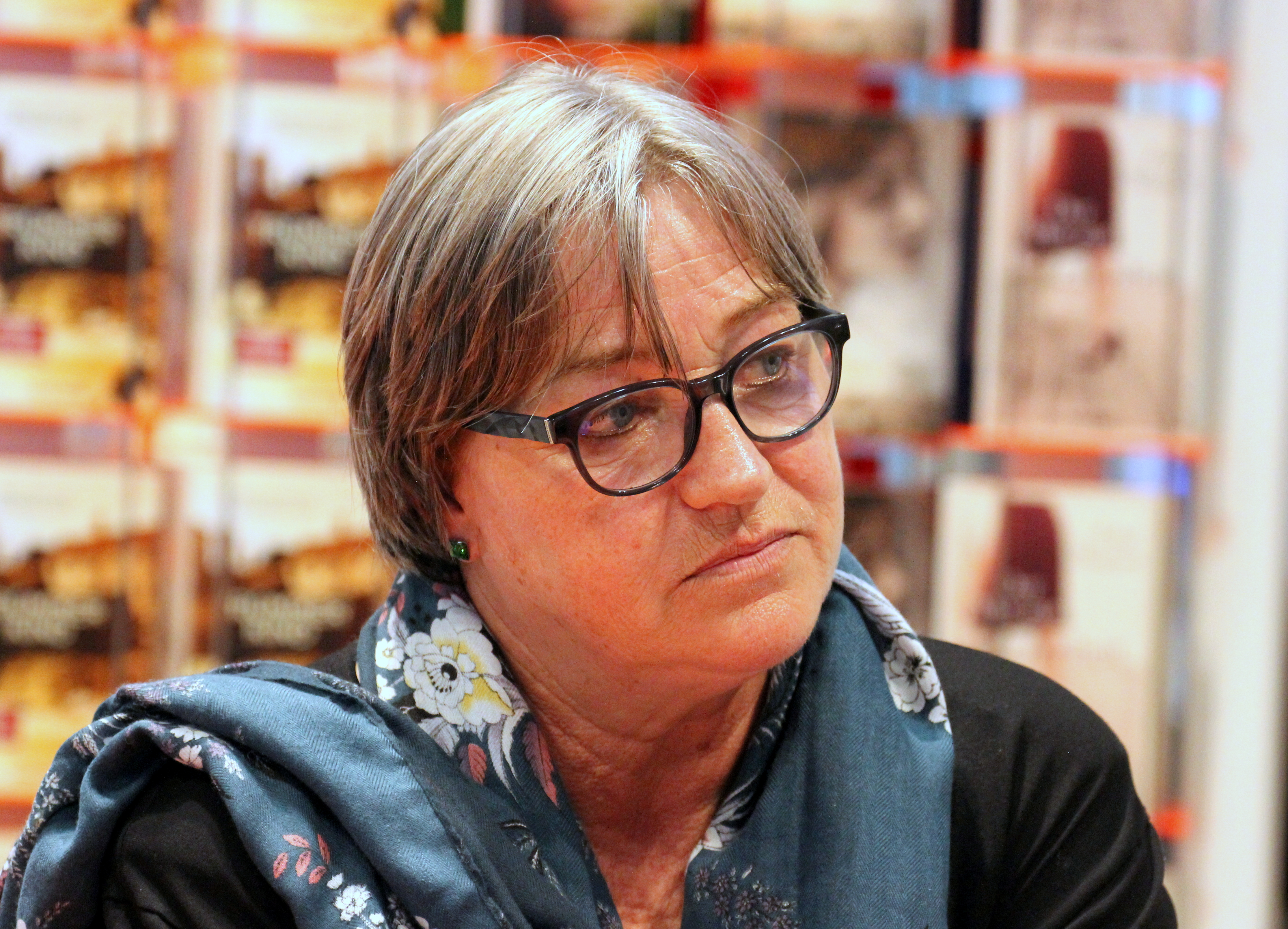
Mechtild Borrmann (2018)

Grenzgänger ist ein Roman der deutschen Schriftstellerin Mechtild Borrmann aus dem Jahr 2018. Der Text handelt von der fiktiven Henriette Bernhard, geborene Schöning, die in der Nachkriegszeit in der Eifel nahe der Grenze zu Belgien aufwächst, wo damals die Schmuggellinien der Aachener Kaffeefront verliefen. Sie kämpft für ihre Familie und die gerechte Aufarbeitung ihrer Vergangenheit.

## Inhalt

### Velda 1945 bis 1951
Die Eltern Herbert und Maria Schöning leben im fiktiven Ort Velda und haben vier Kinder: Henni, Matthias, Johanna und Fried. Als Vater Herbert traumatisiert aus dem Zweiten Weltkrieg heimgekehrt ist, hat er zitternde, nervöse Hände und verliert nach kurzer Zeit aus diesem Grund seine Arbeit als Uhrmacher. Er ist nach dem Arbeitsverlust sehr gläubig und findet Anschluss beim katholischen Ortspfarrer Lenkes, wodurch die Familie Schöning sich immer mehr entfremdet. Mutter Maria muss sich eine Arbeit in der Gaststube suchen, weil Herbert keine anständige Arbeit mehr findet. Weil Tochter Henni ihr dort hilft, kann sie nicht mehr zur Schule gehen.
Fünfzehn Monate später stirbt Hennis Mutter an einer Eileiterschwangerschaft. Herbert Schöning versucht für Henni und ihre Geschwister ein neues Zuhause zu finden, da er mit seiner Arbeit in der Kirche des Ortes viel zu wenig verdient, um sich um seine Kinder kümmern zu können. Henni ist wütend darüber. Sie schreibt dem Bischof in Aachen einen Brief mit der Frage, weshalb es in den umliegenden Gemeinden Küsterstellen gebe, nur in Velda nicht.
Um ihre Familie zu unterstützen, übernimmt Henni die Arbeit ihrer verstorbenen Mutter in einer Gaststube. Eines Tages ertappt sie Gastwirt Erich Wolter dabei, wie er Kaffeeschmuggler bezahlt. Sie fragt ihn, ob sie auch schmuggeln kann. Am selben Abend kann Henni ihren Vater überreden, dass er sie und ihre Geschwister vorläufig behält. Am nächsten Tag erfährt Henni, dass sie beim Kaffeeschmuggel dabei sein kann. Vor dem Schmuggeln erklärt Erich Wolter ihr die Regeln für die Schmuggeltour und den Treffpunkt.
Henni erfährt, dass noch viele weitere Leute von Velda beim Schmuggeln dabei sind. Ihr erster Schmuggel verläuft gut und Henni ist erstaunt und zufrieden über ihren Verdienst. Mit einem Schmuggel verdient sie bedeutend mehr, als ihre Mutter bei ihrer Arbeit in der Gaststube in einer Woche verdient hat.
Henni darf nach ihrer ersten Schmuggeltour weiterhin dabei sein und beschließt, am nächsten Tag einen Rucksack zu kaufen. Nach zwei weiteren Schmuggeltouren bekommt sie einen Brief aus Aachen. Als Antwort auf ihren Brief schreibt der Bischof, „dass im Etat für Velda eine Küsterstelle enthalten ist.“ (S. 90) Henni ist empört und teilt dies mit Frau Wittler. Diese geht zusammen mit Herrn Kopisch und Bauer Kämper zum Pfarramt, um Pastor Lenkes zur Rede zu stellen. Henni wird daraufhin vom Vater geschlagen, da er mit dem Verhalten seiner Tochter nicht einverstanden ist. Er unterstützt seine Tochter nicht, sondern befürwortet die Meinung von Pastor Lenkes.
Henni erhält durch ihre heimlichen Schmugglertouren genügend Geld, um Lebensmittel zu kaufen und wird vom Dorf bewundert. Auch ihr Vater hört viel Lob über sie. In einer fatalen Nacht stirbt Werner Kopisch auf einer der Schmugglertouren. Henni macht sich große Sorgen über die Einnahmen, weil die restlichen Schmuggler von Velda wegen der großen Gefahr nicht mehr schmuggeln gehen. Die Idee, den Kaffee über das Venn-Plateau, ein Moor, zu schmuggeln, keimt in ihr auf, da sie das Gebiet seit ihrer Kindheit gut kennt. Den Schmuggeltouren von Henni über das Venn-Plateau schließen sich immer mehr Leute an.
Als die Patrouillen um das Plateau zunehmen, geben die Männer den Schmuggel endgültig auf, da schon drei Leute von ihnen erwischt wurden. Henni kann aufgrund ihrer Aufgaben im Haushalt nicht in eine Fabrik arbeiten gehen. Sie geht daraufhin nachts weiter über das Plateau. Um mehr Geld zu verdienen, begleiten die Zwillinge Matthias und Johanna Henni auf ihren Schmuggeltouren, nachdem sie Henni dazu überredet haben, sie begleiten zu dürfen. Auf einer weiteren Tour im März 1950 tauchen auf einmal Zöllner auf, die auf die Schmuggler schießen. Dabei wird Johanna tödlich getroffen. Der Zöllner aus Velda, Ludwig Merk, ist dabei gewesen. Nach dem Tod von Johanna schickt Hennis Vater die beiden Brüder Matthias und Fried ins Heim und Henni kommt in eine Fürsorgeerziehung, später in eine Besserungsanstalt. Der Vater gibt Henni die Schuld am Unglück der Familie.

### Aachen 1950 bis 1960
In der Besserungsanstalt gibt es eine klare Hierarchie. Die Hilfserzieherinnen wollen, dass Henni klein bei gibt, doch dies tut sie nicht, sondern nimmt alle zusätzlichen Arbeiten und Schläge entgegen. Einige Zeit später darf Henni in einer Fabrik arbeiten gehen, wo sie vom Vorarbeiter Weder sexuell belästigt wird. Als sie sich dagegen wehrt, wird ihr nicht geglaubt und sie muss die Konsequenzen tragen. Sie bekommt einen Eintrag in ihre Akte und kann nicht zu ihrer Familie zurückkehren. Durch viel Glück kann Henni sich bei der Familie Castrup als Haushaltshilfe vorstellen und erhält die Arbeitsstelle. Henni fährt nach Velda und entdeckt ein Grab mit den drei Namen Maria, Johanna und Matthias. Sie versteht nicht, weshalb ihr Bruder Matthias tot ist und fragt ihren Vater, wo Fried nun ist. Er gibt ihr keine konkrete Antwort und gibt ihr wiederum die Schuld an der ganzen Situation. Henni hält dies nicht aus und schlägt deshalb ihren Vater.
Um herauszufinden, wo Fried Schöning ist, geht Henni zum Jugendamt. Jedoch erhält sie dort keine Auskunft. Daraufhin holt sich Henni Hilfe bei Karla Castrup, doch Karla kann ihr nicht helfen. Karla und Henni sind in der Zeit, seit Henni bei der Familie Castrup arbeitet, enge Freundinnen geworden. Henni erlebt wieder Glücksmomente und kann wieder lachen. Im Mai 1957 lernt sie Georg Bernhard kennen. Die beiden verlieben sich. Henni erzählt ihm von ihrer Vergangenheit. Als die Familie Castrup nach Düsseldorf zieht, gibt Henni ihre Arbeitsstelle auf und heiratet Georg Bernhard.

### Kornelimünster 1960 bis 1970
Nach der Heirat ist Hennis Nachname nun Bernhard. Sie wird Mutter von zwei Kindern. Eines Tages taucht im Hof der Familie Bernhard Fried auf, der kleine Bruder von Henni. Henni weiß sofort, wer er ist. Die beiden sprechen über ihren Vater und darüber, wie Matthias starb. Henni wird zornig und möchte die Todesumstände von Matthias aufklären. Der Tod von Matthias nimmt stetig mehr Platz im Leben der Familie Bernhard ein. Dies bereitet Georg große Sorgen. Henni will eine gerichtliche Anhörung zum Tod von Matthias.

### Kornelimünster 1969 bis Frühjahr 1970
Henni besucht im November 1969 Dr. Recken, der als Arzt mehrmals im Heim gewesen ist, in dem Matthias verstorben ist. Sie befragt Dr. Recken zu den damaligen Umständen. Dr. Recken ist zuerst sehr abwehrend. Als seine Frau ihn aber etwas drängt, erzählt er, was er weiß. Er sagt, dass Matthias damals, als er ihn untersucht habe, schon sehr unterkühlt und ausgezehrt gewesen sei, hohes Fieber gehabt habe und bereits im Delirium gewesen sei. Der Doktor erzählt auch, dass er sich zweimal an das Jugendamt gewendet habe, doch nach dem zweiten Mal vom Heim nicht mehr als Doktor aufgeboten worden sei. Er erklärt sich bereit dazu, vor Gericht als Zeuge auszusagen. Henni und Georg versuchen daraufhin, ein letztes Mal eine Anhörung vor Gericht zu erreichen. Dies gelingt. Während der Anhörung soll Thomas Reuter aussagen, ein alter Freund von Fried und Matthias, welcher auch im Heim gewesen ist. Doch der bekommt Angst, verfällt in einen Schockzustand und kann nicht richtige Aussagen machen. Die Klage gegen das Heim wird daraufhin nicht zugelassen. Henni ist außer sich. Sie droht ihrem Vater und der Schwester Angelika. Nach dem ganzen Chaos braucht Henni Zeit für sich und fährt mit dem Zug nach Hause. Unterwegs beschließt sie, das ehemalige Haus der Familie Castrup aufzusuchen. Als sie spät am Abend zum Bahnhof zurückkehrt, erfährt sie, dass eine Ordensfrau vor den Zug gestoßen worden ist. Als Henni einige Zeit später mehr Informationen zum Unfall bekommt, keimt in ihr der schreckliche Verdacht auf, dass Fried die Tat begangen haben könnte. Sie hat das Gefühl, dass sie Unglück über ihn gebracht habe, so wie sie es der ganzen Familie brachte. Die Polizei besucht sie am nächsten Tag und zieht sie als Täterin in Betracht, da eine Zeugin sie am Tag der Tat am Bahnhof gesehen habe.

### Lüttich, Aachen 1970
Thomas Reuter bekommt einen Anruf von Fried, es gebe eine Anhörung zum Tod von Matthias und Thomas solle als Zeuge auftreten. Thomas zögert, da er die Vergangenheit an seine schwere Kindheit im Heim vergessen möchte. Trotzdem entschließt er sich, hinzugehen, um von den Umständen im Kinderheim zu berichten. Er gibt sich bis da die Schuld am Tod von Matthias. Thomas hatte ihn verraten und Matthias musste deshalb „unter die Treppe“. Nach mehreren Tagen im Verlies kam Matthias ins Krankenhaus. Dort verstarb er an einer Lungenentzündung.
Thomas fährt zur Anhörung. Er erfährt, dass seine Mutter ihn nicht ins Kinderheim abgegeben hatte, sondern im Kindsbett gestorben war. Dieser Bericht wirft ihn komplett aus der Bahn. Er wird vor dem Gericht als nicht glaubwürdig eingestuft und rennt davon.
Am Bahnhof möchte er in den Zug nach Lüttich steigen. Er ist verwirrt, wütend und unsicher, ob er auf dem Bahnsteig fünf war oder nicht. Erst im Zug nach Lüttich realisiert er, dass die im schwarzen Gewand gehüllte Gestalt Schwester Angelika war, die Ordensfrau, und dass diese tot ist.

### Velda, Aachen 1970
Es läuft ein Prozess um den Tod der Ordensfrau und den von Herbert Schöning. Henni verteidigt sich jedoch nicht. Sie schweigt konstant. Elsa Brennecke glaubt an Hennis Unschuld. Im Herbst bekommt Elsa Besuch von Jürgen Loose, einem Jurastudenten. Sie sieht ihn dabei, wie er die Ruine des Hauses Schönings fotografiert.
Ein halbes Jahr zuvor am 11. April hatte Elsa Herbert Schöning noch im Haus gesehen. In der Nacht darauf entdeckte sie, dass Schönings Haus brennt. Beim Brand kam Herbert Schöning ums Leben. Elsa glaubt, dass Herbert Schöning mit der Zigarette eingeschlafen ist, doch die Polizei geht von Brandstiftung aus und beschuldigt Henni, da sie ihrem Vater am Verhandlungstag gedroht hatte, als es um den Tod von Matthias ging.
Jürgen Loose fragt Elsa über Hennis Leben aus und befragt sie zu der Stimmung im Dorf, nachdem Johanna erschossen worden war. Jürgen Loose geht mehr auf die Situation mit der Familie Merk ein und zeigt ein übermäßiges Interesse daran. Elsa findet heraus, dass Jürgen Loose der Sohn von Ludwig Merk ist. Sie versucht den Tod von Herbert Schöning aufzuklären, da sie weiß, dass es nicht gut um Hennis Schicksal steht, wenn sie nicht spricht. Elsa besucht daraufhin Dorothea Claus, die den Garten der Familie Schöning bis ein Jahr vor dem Hausbrand gemietet hatte. Sie findet Beweise, dass es sich nicht um Brandstiftung gehandelt haben kann. Das Benzin für den Rasenmäher hatte schon immer in der Küche im Haus gestanden und kam daher als Brandbeschleuniger nicht in Frage. Sie ruft Herrn Grüner an, der Henni an der Gerichtsverhandlung vertritt und erklärt ihm ihre Vermutung. Elsa und Dr. Grüner können Dorothea Claus überzeugen, vor Gericht auszusagen. Elsa und Dorothea treten als Zeuginnen auf. Die Aussage von Dorothea und der Bericht der Feuerwehr sorgen dafür, dass der Verdacht der Brandstiftung aufgehoben wird. Die Zeugin, die Henni am Tag des Todes der Ordensfrau am Bahnhof gesehen haben will, bestätigt dies unter Eid, aber Henni bricht ihr Schweigen nicht. Der Staatsanwalt hat keinen Zweifel daran, dass Henni die Tat begangen hat. Sie wird für den Tod der Ordensfrau verurteilt.

### Aachen, Sommer bis Herbst 1970
Georg besucht Henni und fragt sie, ob sie die Tat begangen habe. Henni verneint. Sie kann nicht sagen, wo sie zur Tatzeit tatsächlich war, weil sie damit Fried belasten würde. Fried fragt, aus welchem Grund sie das tue. Sie glaubt, es sei ihre Schuld, dass Fried die Tat begangen hat. Sie versucht Fried mit allen Mitteln von einer Aussage abzuhalten.
Henni wird vom Gericht wegen Totschlag schuldig gesprochen und wird wegen des Ausnahmezustandes nach der Anhörung nur zu zehn anstelle von fünfzehn Jahren Gefängnis verurteilt. Sechs Monate später besucht Fried Henni im Gefängnis und sie realisiert endlich, dass Fried nicht der Täter ist. Nach der Freilassung aus dem Gefängnis lebt Henni zurückgezogen, aber zufrieden zusammen mit Georg in Velda. Ihre Familie hat immer zu Henni gehalten und sorgt nun für sie. 2009 stirbt Henni im Alter von 76 Jahren.

## Figuren

### Henriette Bernhard
Henriette Bernhard, geborene Schöning, ist die älteste der vier Schöning-Kinder und wird Henni genannt. Trotz ihrer Schicksalsschläge versucht sie, ihre innere Waage nie bis zur Verzweiflung kippen zu lassen. Sätze, wie zum Beispiel: „Wir sterben nicht. Das verspreche ich dir.“ (S. 37) sagt Henni als „Schutzzauber“ in kritischen Situationen zu den Personen, die sie beschützen möchte und zu sich selbst. Das Gegengewicht ihrer Waage bildet stets die Zuversicht. Sie kämpft ihr Leben lang mit Schuld und Sorge um ihre Geschwister. Nach ihrer Zeit in der Besserungsanstalt lernt sie ihren Mann Georg kennen, mit dem sie zwei Kinder bekommt und sich um die familieneigene Gärtnerei kümmert. Von ihrem Vater wird sie immer als die Schuldige angesehen, die das Unglück über die Familie gebracht hat.

### Fried Schöning
Fried Schöning, der Nachzügler der Familie Schöning, ist ein fröhliches und kluges Kind. Nach dem Tod seiner Mutter kommt er für einige Jahre zusammen mit seinem Bruder Matthias in ein katholisches Kinderheim, wo er auch seinen Vertrauten, Thomas Reuter, kennenlernt. Nach seiner Flucht aus dem Kinderheim wird er in Nürnberg, unter dem falschen Namen Peter, zum Schreiner ausgebildet. Er heiratet die lebensfreudige Brigitte. Erst im Jahre 1968 trifft er seine Schwester Henni wieder und erzählt ihr von Matthias Todesumständen.

### Matthias Schöning
Matthias Schöning, der Zwillingsbruder von Johanna, kommt mit seinem Bruder Fried im Jahr 1950 in ein Kinderheim. Dort beschützt er seinen kleinen Bruder und sorgt dafür, dass die Hänseleien gegen Thomas Reuter aufhören. Schließlich stirbt er dort im Jahr 1951 an den Folgen einer Lungenentzündung. Zu dieser Lungenentzündung kommt es, da er von den betreuenden Schwestern mehrere Tage in einen dunklen, kalten Keller eingesperrt wird.

### Herbert Schöning
Herbert Schöning ist der Vater von Henni und ihren Geschwistern und hat bei einem Juwelier gearbeitet, wo er seine Frau Maria kennengelernt hat. Er ist ein schmächtiger, gottesfürchtiger Mann, der seine Kinder streng erzogen hat. Nach seiner Rückkehr aus dem Krieg als Bombenentschärfer ist er verändert und wendet sich immer mehr Gott zu. Aufgrund des Zitterns seiner Hände kann er nicht mehr als Uhrmacher arbeiten, woraufhin er beginnt, für die Kirche zu arbeiten. Um seine Kinder kann er sich nach Marias Tod nicht kümmern und steckt nach dem Tod von Johanna und Hennis Eintritt in die Besserungsanstalt die beiden Jungen in ein katholisches Kinderheim. Nach der Anhörung im Falle „Matthias Schöning“ kommt er bei einem Brand in seinem eigenen Haus ums Leben.

### Thomas Reuter
Thomas Reuter lernt Fried und Matthias im Kinderheim kennen. Von den anderen Kindern wird er dort als „Hündchen“ bezeichnet, da er sich vor den Erwachsenen so fürchtet, dass er immer tut, was sie von ihm verlangen. Mit Fried flüchtet er 1956 aus dem Kinderheim und wird in Nürnberg unter dem Namen Paul zum Gärtner ausgebildet. Schon bald entdeckt er seine Leidenschaft zum Malen und ergreift diesen Beruf. Er trägt bis zur Anhörung in Sachen Matthias Schöning einen Hass auf seine eigene Mutter mit sich, da er immer gedacht hat, dass sie ihn abgegeben hat und er nicht gewusst hat, dass sie im Kindsbett verstorben ist. Seine Zeit im Kinderheim hat ihn psychisch belastet. Er muss bei Erinnerungen an die Zeit aufpassen, dass sie nicht wie in Kindertagen wie durch ein Loch in seinen Kopf fallen. Er ist davon überzeugt, dass der Tod Schwester Angelikas ein Unfall war, an dem er nicht beteiligt war.

### Elsa Brennecke
Elsa Brennecke, die Nachbarstochter der Schönings, hat eine Gehschwäche und ist Witwe. Sie pflegt seit Kindertagen eine Freundschaft mit Henni, hat sie jedoch nie in der Besserungsanstalt besucht, wofür sie sich schämt. Sie berichtet Jürgen Loose über das Leben von Henni, um ihr aus ihrem Verderben zu helfen. Sie ist stets bemüht, die Wahrheit aufzudecken.

### Jürgen Loose
Jürgen Loose ist der Sohn von Ludwig Merk, welcher Johanna Schöning erschossen hat. Er ist Jurastudent aus Köln und besucht Elsa Brennecke immer wieder, um mehr über den Fall „Henriette Bernhard“ herauszufinden. Er verfasst über diesen Fall seine Semesterarbeit. Dabei bemüht er sich, Henni zu helfen. Nach der Entlassung von Henni besucht der dreifache Vater Elsa weiterhin regelmäßig.

### Schwester Angelika
Schwester Angelika, die Oberschwester des katholischen Kinderheimes, ist für den Tod von Matthias Schöning verantwortlich. Sie ist eine hagere, hohe, kerzengerade Gestalt, die nach Kernseife und Kampfer riecht. Mit 86 Jahren wird sie nach der Anhörung im Falle „Matthias Schöning“ vor den Zug gestoßen und stirbt.

### Pfarrer Lenkes
Lenkes, der Pfarrer der Kirche im Ort Velda, predigt bis im Jahre 1966 von Gottes Strafe, dem ewigen Fegefeuer und dem Jüngsten Gericht. Er nutzt den kriegstraumatisierten Vater Herbert Schöning als billige Arbeitskraft aus und unterstützt ihn dabei, seine Kinder in einem katholischen Kinderheim unterzubringen. Gegenüber Tochter Henni verhält der Pfarrer sich feindselig, da sie ihn durchschaut hat und einen Brief an den Bischof in Aachen geschrieben hat.

## Kontext
Henriette Bernhard ist zwölf Jahre alt, als 1945 der Zweite Weltkrieg vorbei ist und der NS-Staat kapituliert hat. Die Geschichte spielt in der Zeit des Zweiten Weltkriegs und in der Nachkriegszeit bis in die 1970er Jahre. Während des Krieges sind Dörfer evakuiert worden, Millionen von Menschen ums Leben gekommen und die materiellen Schäden enorm gewesen. Deutschland wird als Folge des Zweiten Weltkrieges aufgeteilt und beide deutsche Staaten geraten im Ost-West-Konflikt während des Kalten Krieges auf unterschiedliche Seiten. Die Nachkriegszeit ist geprägt vom Wiederaufbau der zerbombten Städte, der Wirtschaft, der Infrastrukturen und der staatlichen Ordnung sowie der Integration der Heimatvertriebenen. Der Krieg hat oft traumatische Schäden bei den Menschen hinterlassen. Auch Herbert Schöning hat mit diesen Folgen zu kämpfen, wird arbeitslos, kann sich schließlich nicht mehr um seine Familie kümmern und wendet sich völlig der katholischen Kirche im Ort Velda zu.
In der Nachkriegszeit ist es in Kinderheimen oft zu willkürlichen Bestrafungen gekommen oder die Kinder sind eingesperrt worden (→ Heimerziehung in Deutschland). Diese Handlungen lassen sich auch im Roman Grenzgänger finden. Die Fürsorge der Kinder versagte auf praktisch allen Ebenen. Die Kinder sind oft Opfer von Demütigungen, Gewalt und emotionaler Kälte geworden.
Zwischen 1945 und 1953 hat die Aachener Kaffeefront das Zentrum des Kaffeeschmuggels gebildet. In dieser Zeit sind ungefähr 1000 Tonnen Kaffee illegal zwischen Belgien, den Niederlanden und Deutschland geschmuggelt worden. Der Kaffeeschmuggel ist ein lukratives Geschäft gewesen. Oft stammten Schmuggler und Zöllner aus denselben Dörfern oder waren sogar miteinander verwandt.

## Thema
Die Schuld steht als Thema im Vordergrund des Textes. Die Handlung des Textes basiert auf der Tatsache, dass Herbert Schöning, Hennis Vater, als Kriegsveteran zurückkehrt. Infolgedessen ist er nicht mehr fähig, seine Arbeit auszuführen und Henni muss für den Unterhalt der Familie sorgen. Alle folgenden Handlungen lassen sich darauf zurückführen, dass Herbert durch den Krieg irreversiblen Schaden genommen hat. Infolgedessen entsteht unmittelbar die Frage, wer die Schuld an allem trägt. Unter anderem kommen Folgende als Schuldige in Frage:
- Der Krieg, respektive die Leute, die für den Krieg verantwortlich gewesen sind, in dessen Folge es unzählige Verletzte und Tote gegeben hat.
- Herbert Schöning, der zwar nichts dafür kann, dass er nach dem Krieg arbeitsunfähig ist, jedoch für seine Taten nach wie vor verantwortlich ist.
- Die Gesellschaft, die den ehemaligen Soldaten keine Unterstützung zukommen lässt, nachdem diese zurückkehren.
- Pfarrer Lenkes, der Herbert ausnutzt und ihn unterstützt, dessen Söhne Matthias und Fried ins Kinderheim zu schicken und somit auch für die Zukunft und den Tod von Matthias eine gewisse Verantwortung trägt.

Zusammengefasst lässt sich sagen, dass die Schuldfrage nicht endgültig geklärt werden kann. Sie begleitet den Leser durch den gesamten Text und fungiert somit als Hauptthema. Des Weiteren kämpft Henni ihr ganzes Leben lang mit ihren Schuldgefühlen. Sie fühlt sich schuldig am Tod ihrer Schwester Johanna und ihres Bruders Matthias.
Außerdem sind die Wahrheit, der Kaffeeschmuggel und die Zustände in Kinderheimen mit dem Hauptthema verknüpft. Die Wahrheit ist sehr zentral im Text, etwa bei den Gerichtsverhandlungen. Zudem lassen sich wiederholt Anspielungen auf die Wahrheit im Text finden. „… das sind keine Wahrheiten. Jeder legt sich die Dinge rückblickend so zurecht, dass er damit leben kann. Das tun wir alle.“ (S. 202)
Sowohl der Kaffeeschmuggel als auch der Kaffee als Getränk sind ebenfalls zentral. Der Kaffeeschmuggel dient der Familie Schöning als wichtige Einnahmequelle.
Matthias und Fried Schöning leben während ihrer Kindheit in einem christlichen Kinderheim. Die Zustände, unter denen die Kinder dort leben, sind ein wichtiges Thema. Der Tod von Matthias Schöning ist eine Folge davon, wie die Ordensschwestern mit den Kindern umgehen. Dies führt zu lebenslänglichen Auswirkungen. Sowohl Fried als auch Thomas Reuter kämpfen mit den Erinnerungen an die Zeit im Kinderheim.

## Formale Aspekte
Der Text besteht aus einem Prolog, 33 Kapiteln und einem Epilog. Die Kapitel erfolgen nicht chronologisch, die Handlung wechselt zwischen der Vergangenheit und dem Zeitpunkt kurz vor und während der Gerichtsverhandlung. Der Text weist folgende gattungstypische Merkmale auf: Er enthält eine komplexe Handlung, ist in Prosa verfasst, es existieren mehrere Personen und eine Erzählinstanz ist vorhanden. Mit seinen rund 280 Seiten ist er relativ umfangreich und die erzählte Zeit ist länger als die Erzählzeit.

## Erzählinstanz
Die Erzählinstanz erzählt die Vorkommnisse von einem heterodiegetischen Standpunkt, in der dritten Person Singular. Die Erzählinstanz selbst ist nicht am Geschehen beteiligt und schildert die Geschichte von Henni Schöning anhand ihrer eigenen Sichtweise, der von Elsa Brennecke und der von Thomas Reuter. Hierbei sind die Ausschnitte von Elsa im Präsens verfasst, die Ausschnitte von Henni und Thomas hingegen im Präteritum. Es kommen auch immer wieder extradiegetische Einschübe aus der Kindheit der Hauptfiguren vor. Beispielsweise wenn Elsa Brennecke von Hennis Kindheit erzählt. Der Text ist jeweils für alle Hauptpersonen intern fokalisiert. Die Erzählinstanz verwendet aber hin und wieder Prolepsen. Zum Beispiel: „Dass der Brief nicht vergessen war und sie nun in Pastor Lenkes einen Feind hatte, der warten konnte, ahnte sie zu jener Zeit noch nicht.“ (S. 92) Beim Zeitpunkt des Erzählens handelt es sich um das „Spätere Erzählen“. Der Zeitpunkt des Erzählens liegt deutlich nach dem Zeitpunkt des Erzählten, wodurch die Erzählinstanz bereits Vorahnungen und Vorausdeutungen einfließen lässt.
Die gewählte Erzählinstanz und die interne Fokalisierung von Elsa Brennecke, Henni und Thomas Reuter sorgen dafür, dass der Leser viele verschiedene Sichtweisen erhält, die allesamt eine Verbindung miteinander haben.
Durch die interne Fokalisierung wird außerdem nicht abschließend geklärt, ob Thomas Reuter die Ordensfrau tatsächlich vor den Zug gestoßen hat. Bereits zuvor gewinnt der Leser den Eindruck, dass Thomas Reuter durch seine Kindheit im Kinderheim psychisch sehr instabil ist. Während dem Vorfall an den Gleisen, als er sich in zahllose Widersprüche mit sich selbst verwickelt, wird dies besonders deutlich. Er redet sich immer wieder ein, dass er nicht auf dem Gleis war und er den Vorfall nicht gesehen hat. „Ja, so war es gewesen! Er erinnerte sich genau. Aber sein Körper, so schien es, erinnerte sich an anderes.“ (S. 252) Der Leser bekommt durch diese Erzählweise den Eindruck, dass Thomas Reuter sich selbst belügt und er sehr wohl auf dem Gleis war, als es zu dem Unfall kam. Dadurch kommt auch der Verdacht auf, dass Thomas Reuter etwas mit dem Tod von Schwester Angelika zu tun hat.
Gleichzeitig liefert die Erzählinstanz dem Leser eine Erklärung, warum Henni die Ordensfrau nicht vor den Zug gestoßen haben kann und auch das Haus von ihrem Vater nicht angezündet haben kann. Die Erzählinstanz beschreibt überzeugend, wo Henni zu den beiden Zeitpunkten der Taten jeweils gewesen ist.
Zu Beginn des Textes erwähnt die Erzählinstanz, dass es nicht die eine Wahrheit über das Leben von Henni gibt, aber die Wahrheit so gut wie möglich rekonstruiert worden ist. Auch aus diesem Grund erscheint es sinnvoll, dass die Autorin diese Erzählform gewählt hat, um möglichst nahe an der Wahrheit über das Leben von Henni zu bleiben.
Im Epilog erfährt der Leser durch die Erzählinstanz, wie das Leben der Hauptpersonen nach dem Prozess an Henriette Schöning aussah. Des Weiteren klärt die Erzählinstanz auf, was vermutlich mit dem 14-jährigen Mädchen Regine geschah. Dadurch übernimmt die Erzählinstanz eine aufklärende Rolle.

## Interpretation
Im Text ist der Umgang mit der Wahrheit auffällig. Relativ früh wird der Leser darüber informiert, dass die Wahrheit über Henni so gut wie möglich rekonstruiert wird, es aber viele Lücken und vermutlich auch viele vermeintliche Wahrheiten gibt, wodurch die erzählte Wahrheit im Text kritisch betrachtet werden muss. Elsa tritt immer wieder als Verfechterin der Wahrheit auf. Sie versucht immer wieder, Unwahrheiten zu beseitigen und über die Wahrheit aufzuklären. Beispielsweise: „Ja, ja! So einfach machen die sich das. Legen sich die Dinge zurecht. Hier ein bisschen was verschweigen, da ein bisschen was dazutun, und fertig ist die neue Wahrheit“ (S. 9) Elsa sorgt auch dafür, dass Henni im Prozess um den Tod von Herbert Schöning entlastet wird, indem sie einer plausiblen Wahrheit auf die Spur geht.
Thomas Reuter hingegen sorgt dafür, dass aufgrund der tendenziell eher wirren Erzählweise und der Widersprüche die Wahrheit verschleiert wird. Elsa und Thomas können somit als gegensätzliche Figuren angesehen werden. Der Umgang mit der Wahrheit hat auch einen Einfluss auf die Thematik der Schuld und die Aufklärung der Schuldfrage. Die Erzählinstanz löst ganz bewusst nicht auf, wer die Schuld am Tod der Schwester Angelika trägt. Viele der gegebenen Hinweise deuten jedoch darauf hin, dass Thomas Reuter sie auf die Gleise gestoßen hat. Als Beispiel für einen Hinweis steht das folgende Zitat: „Das entsetzte Zurückweichen der Wartenden. Der schwarze Stoff. Ein Stück ihres Habits vor dem Zug. Nein![...] Nein, den Habit hatte er nicht gesehen. Den hatte er gar nicht sehen können, dazu war er viel zu weit weg gewesen.“ (S. 253) Ob es sich bei den gefundenen sterblichen Überresten um diejenigen von Regine aus dem Kinderheim handelt, löst die Erzählinstanz ebenfalls nicht endgültig auf. Dadurch lässt die Erzählinstanz dem Leser etwas Interpretationsfreiheit, die jedoch durch die Andeutungen und Zusammenhänge eingegrenzt wird.
Ebenfalls In Bezug auf Jürgen Loose spielt die Wahrheit eine Rolle. Jürgen Loose will die Wahrheit über Henni Schöning herausfinden, jedoch verschweigt er Elsa, dass Ludwig Merk sein Vater ist. Somit steht die Figur von Jürgen Loose sowohl für die Wahrheit als auch für die Unwahrheit.
Im Text ist die charakterliche Entwicklung von Henni erkennbar. Ihr Charakter wird sowohl durch die Erlebnisse und die Verantwortung für ihre Familie als auch durch die Schuldzuweisungen ihres Vaters und ihre eigenen Schuldgefühle ihrer Familie gegenüber geprägt. Als Kind ist Henni eine aufgeweckte optimistische Persönlichkeit ohne Angst die an das Gute glaubt. In schwierigen Situationen sorgt sie mit ihren überzeugenden Worten für eine Art „Schutzzauber“. Im Verlaufe ihres Lebens nimmt Hennis Optimismus immer mehr ab, ihr „Schutzzauber“ büßt an Wirkung ein. Im Text werden bereits zu Beginn die zwei Nuancen Hennis erwähnt. Einerseits die verzweifelte andererseits die lebenshungrige Seite. Die meiste Zeit ihres Lebens musste Henni die beiden Gegensätze im Gleichgewicht behalten. Im Prolog wird jedoch schon erwähnt, dass es Henni am Ende nicht mehr gelingt, der Lebensfreude mehr Gewicht zuzusprechen. Besonders der Tod von Johanna und die Trennung von ihren Brüdern beeinflussen die Weltanschauung Hennis negativ. Durch die Geschehnisse mit Johanna und ihren Brüdern entwickelt Henni starke Schuldgefühle gegenüber ihrer Familie, die sie nicht ablegen kann. Als Beispiel für eine Schuldzuweisung ihrerseits: „Ohne ihren Fehler wäre Matthias niemals in dieses Heim gekommen, wäre heute noch am Leben. Sie konnte nicht aufgeben.“ (S. 215)
Auch im Fall von Thomas Reuter ist die Schuldfrage wichtig. Nach seiner Zeit im Kinderheim fühlt sich Thomas für den Tod von Matthias verantwortlich. Dies zeigt sich, als er sich selbst und die Brüder Schöning malt und sich am Ende das Kainsmal auf die Stirn malt. Kurze Zeit später macht er sich jedoch bewusst, dass der Tod von Matthias nicht seine Schuld war und entfernt das Kainsmal wieder. Die mögliche Schuld am Tod von Schwester Angelika weist er am Ende seines Lebens von sich. Somit kann gesagt werden, dass die Schuldgefühle von Henni und Thomas gegengerichtet sind. Die Schuldgefühle von Henni entwickeln sich im Laufe der Zeit, während Thomas Reuter die Schuld mit der Zeit immer mehr von sich weist.
Ludwig Merk wird ebenfalls mit der Schuldfrage um Johanna Schönings Tod konfrontiert, weil er derjenige ist, der sie erschossen hat. Weil Merk nicht mit seiner Schuld umgehen kann, beginnt er zu trinken. Jedoch versucht er Henni davon zu überzeugen, dass sie keine Schuld am Tod ihrer Schwester Johanna trägt.
In Bezug auf den Tod von Matthias spielt die Thematik der Schuld weiterhin eine Rolle. Die Geschwister Schöning versuchen, den Schuldigen für seinen Tod zu finden und für eine gerechte Bestrafung zu sorgen. Hierbei handelt es sich somit um eine Schuldzuweisung.
Der Kaffee ist im Text sowohl positiv als auch negativ behaftet. Einerseits sorgt das durch den Kaffeeschmuggel verdiente Geld für das Überleben der Familie Schöning. Andererseits wird Hennis Schwester Johanna bei einer Schmuggeltour über das Hohe Venn erschossen und Hennis Brüder kommen als Folge davon in ein Kinderheim, was die Familie schließlich endgültig auseinanderreißt. Der Kaffee kommt, sowohl während der Kindheit von Henni als auch als diese erwachsen ist, wiederholt vor. In ihrer Kindheit ist Kaffee ein Luxusgut und mit viel Arbeit verbunden. Als Henni für die Anhörung kämpft, fungiert Kaffee als Getränk, das zu jedem Anlass getrunken werden kann. Dies zeigt die Entwicklung vieler Güter, unter anderem Kaffee, die früher einen ganz anderen Wert gehabt haben, als sie heutzutage haben.